# Bratwurst (Wuppertal)
Bratwurst ist eine Ortslage im Norden der bergischen Großstadt Wuppertal.

## Lage und Beschreibung
Die Ortslage liegt an dem Westfalenweg Ecke Hans-Böckler-Straße (Kreisstraße 16) im Norden des Wohnquartiers Uellendahl-West im Stadtbezirk Uellendahl-Katernberg auf einer Höhe von 289 m ü. NHN auf der Wasserscheide der Flusssysteme der Wupper und der Ruhr. Die Ortslage ist heute von einer Mehrfamilienhaussiedlung zwischen dem Westfalenweg und dem Domagkweg umgeben.

## Geschichte
Die Ortslage ging aus einem Kotten hervor, der bereits unter diesen Namen in Karten des 18. und 19. Jahrhunderts verzeichnet ist. Die  Topographische Aufnahme der Rheinlande von 1824 verzeichnet die nun aus vier Häusern bestehende Ortslage unter dem Namen An der Bratwurst. Der Name stammt vermutlich daher, dass im ursprünglichen Kotten als Versorgung Bratwürste angeboten wurden.
1815/16 wurden 23 Einwohner gezählt. Laut der Topographisch-Statistischen Beschreibung der Königlich Preußischen Rheinprovinzen von 1830 lebten 30 Einwohner in Bratwurst. 1832 gehörte Bratwurst zur Mirker Rotte des ländlichen Außenbezirks des Kirchspiels und der Stadt Elberfeld. Der laut der Statistik und Topographie des Regierungsbezirks Düsseldorf  als Kotten kategorisierte Ort wurde als An der Bratwurst bezeichnet und besaß zu dieser Zeit zwei Wohnhäuser und zwei landwirtschaftliche Gebäude. Von den 27 Einwohnern der Zeit war einer katholischen Glaubens, 26 waren evangelisch.

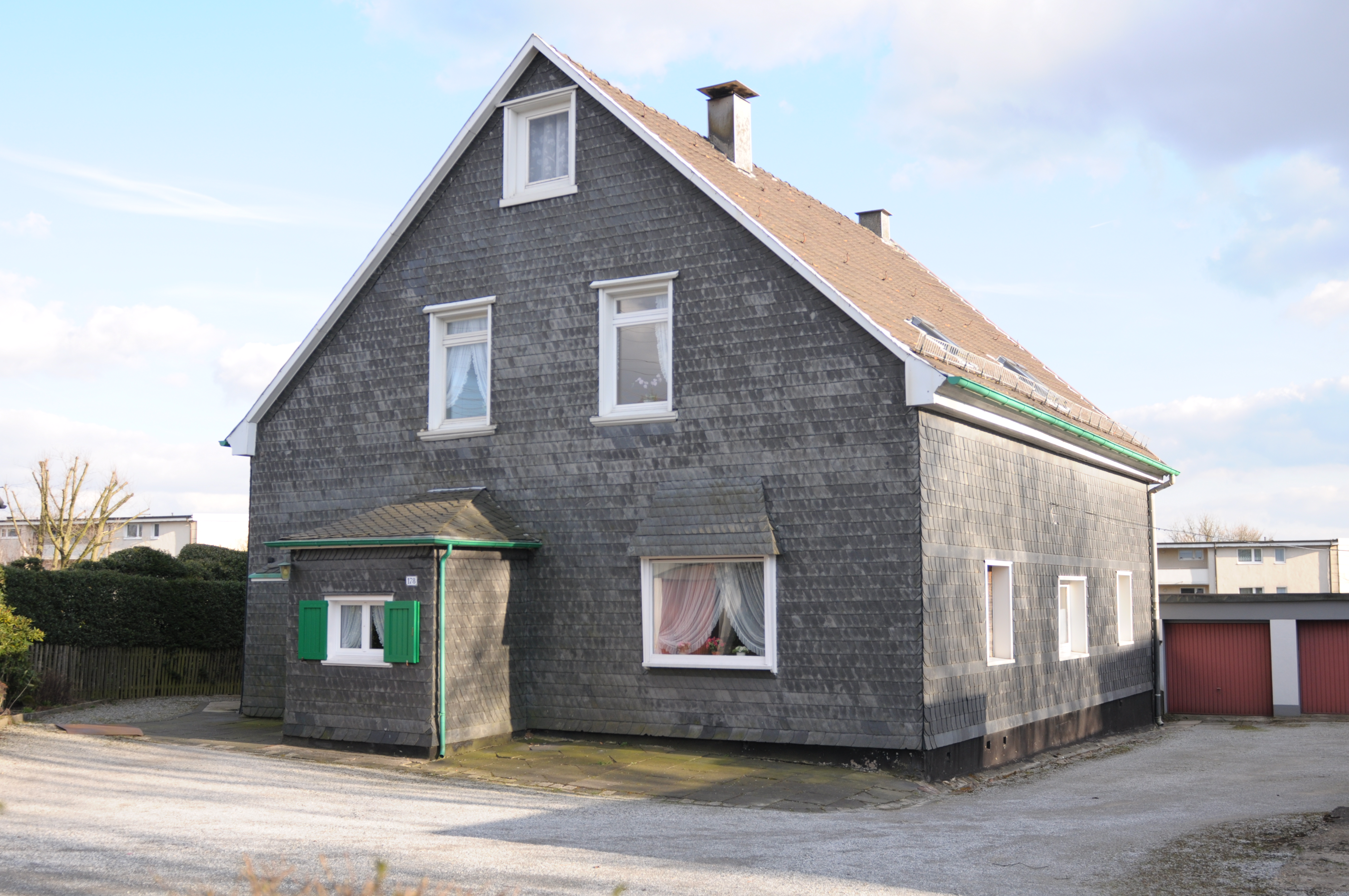
Westfalenweg 178 (2015)

In der Nachbarschaft von Bratwurst lagen die zeitgenössischen Höfe und Ortslagen Sonnenschein, An der Roster, Am Gebrannten, Am Winkel, Am Lübertshäuschen, An der Lanter und An der Schneis, die heute zumeist ebenfalls in die gewachsene städtische Bebauung aufgegangen sind. Auf dem Wuppertaler Stadtplan von 1930 ist Bratwurst noch als eigene Ortslage beschriftet, danach wird die Ortsbezeichnung nicht mehr verwendet.
Der heutige Westfalenweg war im 19. Jahrhundert ein bedeutender Kohlenweg zwischen Sprockhövel und der damals selbstständigen Stadt Elberfeld. Bratwurst lag an dieser stark frequentierten Altstraße.
Bis 1929 lag Bratwurst an der Stadtgrenze der damals selbstständigen Oberbürgermeisterei Elberfeld zu der Bauerschaft Dönberg der Bürgermeisterei Hardenberg (1935 in Neviges umbenannt). Der jenseitige südliche Teil Dönbergs wurde mit der Kommunalreform von 1929 von Hardenberg-Neviges abgespalten und bei der Stadtgründung Wuppertals der neuen Stadt zugeordnet, so dass Bratwurst kein Grenzort mehr war.
Der Rest des Kottens Bratwurst, das Haus Westfalenweg 178, wurde Anfang 2016 zwecks Neubebauung niedergelegt.

## Trivia
Bekanntheit erlangte die Ortslage Anfang der 2020er Jahre, als ihr Name prominent beim Online-Kartendienst Google Maps angezeigt wurde und so bei Ortsunkundigen der Eindruck erweckt werden konnte, Wuppertal hätte einen Stadtbezirk dieses Namens. Im Frühling 2024 verschwand der Ortsname von der Onlinekarte.